# ʻotai
ʻotai è una bevanda tipica della polinesia occidentale, in particolare di Tonga, Samoa e di Wallis e Futuna, ma oggi diffusa anche a Tokelau, alle Figi e alle Hawaii.
Della bevanda parlano le cronache dei coloni europei già alla fine del XIX secolo, e originariamente l'ʻotai era composto da frutta (ambarella alle Samoa, melarosa rossa alle Tonga) e polpa di noce di cocco grattugiati, con aggiunta di acqua di cocco, che venivano poi raccolti nel guscio del cocco e fatti raffreddare mettendoli in acqua.
Oggi, più comunemente, si prepara con acqua, frutta (più comunemente anguria, mango o ananas, introdotti dagli europei), cocco grattugiato e talvolta zucchero o miele. 
Alle Samoa, la versione tradizionale viene chiamata ʻotai, mentre quella con frutta introdotta in epoca coloniale viene chiamata vai (ovverosia acqua) con l'indicazione della frutta utilizzata (vai meleni all'anguria, vai mango al mango, vai fala all'ananas).